# Museo nazionale estone
Il Museo nazionale estone è situato a Tartu in Estonia ed è stato inaugurato nell'ottobre 2016.
Il concorso internazionale di architettura è stato vinto da un trio internazionale di architetti di Parigi: Dan Dorell, Lina Ghotmeh e Tsuyoshi Tane. Il museo ha ricevuto numerosi riconoscimenti per la sua originalità e inserzione nel sito storico, tra questi il Grand Prix Afex 2016 ricevuto a Venezia durante l'inaugurazione della Biennale di architettura.

## Storia
Il museo è stato aperto nel maniero Raadi (in estone: Raadi mõis, in tedesco: Raadi Ratshof) nel 1922 con l'etnografo finlandese Ilmari Manninen come direttore. Manninen lavorava per l'Università di Tartu dal 1919. Il maniero Raadi era stato la casa ancestrale di collezionisti d'arte balto-tedeschi Karl Eduard von Liphart e suo figlio Ernst Friedrich von Liphart. Si erano trasferiti in Italia nel 1860 ma le loro collezioni erano rimaste anche se le parti più preziose erano state vendute a partire dal 1920. Sebbene fossero amanti dell'arte, i Liphart non erano molto apprezzati dagli estoni locali. A quel tempo erano visti come "culturalmente rivoltanti" tedeschi del Baltico.
Il Raadi Airfield fu costruito sul terreno del maniero nel 1940. Il Raadi Manor, l'edificio principale del museo, fu distrutto nell'offensiva di Tartu durante la seconda guerra mondiale. Dopo questo l'aeroporto ha dominato non solo il museo ma l'intera città. L'aeroporto divenne una base segreta di bombardieri sovietici e non c'era spazio per la collezione del museo. Durante questo periodo la cultura di Tartu fu nascosta. I manufatti del museo dovevano essere conservati nelle chiese e in altri spazi liberi intorno alla città e la base aerea impediva agli stranieri di visitare la città.
Nel 2005 il ministero della Cultura estone e l'Unione degli architetti estoni hanno indetto insieme al museo un concorso internazionale per il nuovo edificio del Museo nazionale estone. Il progetto è stato vinto da una collaborazione internazionale di architetti per l'opera "Memory Field": Dan Dorell (Parigi, Francia), Lina Ghotmeh (Parigi, Francia) e Tsuyoshi Tane [ja] (Parigi, Francia).
L'inaugurazione è avvenuta nell'autunno 2016. Il nuovo edificio a un piano ospita il museo, oltre a fornire spazi per conferenze e un cinema. Il progetto dell'edificio incorpora la storia del sito, inclusi il maniero, la guerra e l'aeroporto.

## Riconoscimenti
- Grand Prix Afex 2016 - Premio ricevuto a Venezia durante l'inaugurazione della Biennale di Architettura
- Nominés de 15e Prix Mies van der Rohe 2017
- Prix Archmarathon Awards 2017 (Catégorie Bâtiment d'équipement culturel), Milano
- Best Concrete Building 2016, Tallinn, Estonia
- Estonian Association of Architects Annual Award 2017, Tallinn, Estonia
- Estonian Cultural Endowment Grand Prix by Eesti Kultuurkapital 2018, Tallinn, Estonia